# Eurycnemus amamiapiatus
Eurycnemus amamiapiatus är en tvåvingeart som beskrevs av Sasa 1991. Eurycnemus amamiapiatus ingår i släktet Eurycnemus och familjen fjädermyggor. Inga underarter finns listade i Catalogue of Life.